# Maobahe (ort i Kina, Shaanxi, lat 32,69, long 106,33)
Maobahe är en ort i Kina. Den ligger i provinsen Shaanxi, i den nordvästra delen av landet, omkring 300 kilometer sydväst om provinshuvudstaden Xi'an. Antalet invånare är 11 783. Befolkningen består av 5 538 kvinnor och 6 245 män. Barn under 15 år utgör 16,0 %, vuxna 15-64 år 71 %, och äldre över 65 år 12,0 %.
Runt Maobahe är det ganska tätbefolkat, med 155 invånare per kvadratkilometer. Närmaste större samhälle är Gaozhaizi, 18,1 km norr om Maobahe. I omgivningarna runt Maobahe växer i huvudsak blandskog.
Genomsnittlig årsnederbörd är 1 170 millimeter. Den regnigaste månaden är juli, med i genomsnitt 268 mm nederbörd, och den torraste är december, med 2 mm nederbörd.